# Rasmaadhoo
Rasmaadhoo is een van de bewoonde eilanden van het Raa-atol behorende tot de Maldiven.

## Demografie
Rasmaadhoo telt (stand maart 2007) 380 vrouwen en 441 mannen.